# Luang Prabang FC
Der Luang Prabang Football Club ist ein laotischer Fußballverein aus Luang Prabang. Aktuell spielt die Fußballmannschaft in der höchsten Liga des Landes, der Lao Premier League.

## Geschichte
Der Verein wurde am 1. Januar 2022 gegründet und startete in der höchsten Liga des Landes, der Lao Premier League.

## Stadion
Der Verein trägt seine Heimspiele im Luang Prabang Stadium in Luang Prabang aus. Das Stadion hat ein Fassungsvermögen von 20.000 Personen.

## Trainerchronik
| Trainer          | Nation | von         | bis |
| ---------------- | ------ | ----------- | --- |
| Kaisone Xayavong | Laos   | Januar 2022 |     |

## Saisonplatzierung
| Saison  | Liga               | Liga  | Liga   | Liga | Liga | Liga | Liga  | Liga   | Liga     |
| Saison  | Liga               | Level | Spiele | S    | U    | N    | Tore  | Punkte | Position |
| ------- | ------------------ | ----- | ------ | ---- | ---- | ---- | ----- | ------ | -------- |
| 2022    | Lao Premier League | 1     | 18     | 5    | 4    | 9    | 27:31 | 19     | 5.       |
| 2023    | Lao Premier League | 1     | 14     | 3    | 5    | 6    | 33:17 | 14     | 5.       |
| 2024/25 | Lao Premier League | 1     | 14     | 8    | 0    | 6    | 28:19 | 24     | 4.       |